# Organización territorial de Camboya

Mapa de las provincias de Camboya.

Las divisiones administrativas de Camboya tienen varios niveles. Camboya se divide en 24 provincias (camboyano: ខេត្ត, khaet) y la unidad administrativa especial de Nom Pen (camboyano: ភ្នំពេញ, Phnom Penh). Aunque es una unidad administrativa diferente, Nom Pen está a nivel de provincia, por lo que Camboya tiene 25 provincias y una municipalidad autónoma.
Cada provincia se divide en distritos (camboyano: ស្រុក, srok); desde 2010 existen 159 distritos y 12 secciones en Nom Pen (camboyano: ខណ្ឌ, khan). Cada provincia tiene un distrito capital (usualmente también "ciudad", camboyano: ក្រុង, krong), por ejemplo, para Siem Reap es Srok Siem Reap. Las excepciones son Banteay Meanchey, Kandal, Mondulkiri, Oddar Meanchey, Preah Vihear y Rattanakiri, donde la provincia y el distrito capital no coinciden en nombre. 
Un distrito (ស្រុក, srok) de una provincia se divide en "comunas" (camboyano: ឃុំ, khum). Una comuna se divide además en "villas" o "aldeas" (camboyano: ភូមិ, phum). 
En Nom Pen los distritos se llaman khan (camboyano: ខណ្ឌ), y sus subdivisiones sangkat (camboyano: សង្កាត់) que son más pequeñas en las otras provincias. 
Los sangkat se subdividen en phum (camboyano: ភូមិ), que generalmente se traducen como aldeas, aunque no necesariamente cubren un solo asentamiento.

## Unidades administrativas
Oficialmente, Camboya se divide en 5 niveles administrativos, con diferentes tipos de unidades administrativas en cada nivel:
| Level | 1°                                     | 2°                  | 3°                    | 4°              | 5°                |
| ----- | -------------------------------------- | ------------------- | --------------------- | --------------- | ----------------- |
| Tipo  | Municipio autónomo (រាជធានី reach theani) | Sección (ខណ្ឌ khan)  | Cuarto (សង្កាត់ sangkat) | Aldea (ភូមិ phum) | Bloque (ក្រុម krom) |
| Tipo  | Provincia (ខេត្ត khaet)                  | Ciudad (ក្រុង krong)  | Cuarto (សង្កាត់ sangkat) | Aldea (ភូមិ phum) | Bloque (ក្រុម krom) |
| Tipo  | Provincia (ខេត្ត khaet)                  | Distrito (ស្រុក srok) | Comuna (ឃុំ khum)       | Aldea (ភូមិ phum) | Bloque (ក្រុម krom) |

## Administración local
Además de estas subdivisiones, también hay ciudades y pueblos, que se apoderan de algunas de las responsabilidades de los distritos y comunas en la zona cubierta por el municipio. Todos ellos tienen una junta electa y un alcalde electo. 
Hay tres niveles diferentes de municipios (camboyano: ក្រុង): 
- krong (ciudad): Más de 50 000 ciudadanos
- krong (ciudad): Más de 10 000 ciudadanos - o una capital de provincia

Además del número de población, los municipios necesitan tener suficientes ingresos fiscales para que la administración pueda ejecutar las oficinas de las administraciones. 
Las ciudades y pueblos se dividen en sangkat (cuartos), que son equivalentes a los khum (comunas) de las zonas rurales. 
Para las zonas que no alcanzan las condiciones obligatorias, existen otro nivel inferior de administración local. Estos generalmente cubren un subdistrito completo (khum), pero también pueden cubrir más de un subdistrito o compartir un subdistrito con un municipio.